# Antonia Bembo
Antonia Padoani Bembo (* um 1640 in Venedig; † um 1720 in Paris) war eine italienische Komponistin und Sängerin. 

## Leben
Antonia Bembo war die Tochter des Arztes Giacomo Padoani (1603–1666) und der Diana Pareschi (1609–1676) und die begabteste Schülerin von Francesco Cavalli. 1659 heiratete sie den adeligen Lorenzo Bembo. Vor 1676 zog sie nach Paris, nachdem sie sich von ihrem Mann getrennt hatte. Dort sang sie vor Ludwig XIV., dieser gewährte ihr eine Rente und Wohnung in der „Petite Union Chrétienne des Dames de Saint-Chaumont“, einer religiösen Gemeinschaft. Während sie in der ersten Zeit ihres Aufenthalts in Frankreich hauptsächlich als Sängerin in Erscheinung trat, widmete sie sich später ausschließlich der Komposition. Sie war eine Zeitgenossin von Élisabeth Jacquet de La Guerre. 
Sechs handschriftlich erhaltene Bände von Bembos Musik befinden sich in der Bibliothèque nationale de France und sind dort als Produzioni armoniche überliefert. Die meisten von ihnen widmete sie König Ludwig XIV. Sie enthalten gewisse autobiographische Elemente, die auch durch andere Quellen bestätigt wurden. Sie lernte bei Francesco Cavalli und Barbara Strozzi. Ab 1654 komponierte sie in allen wichtigen Gattungen ihrer Zeit. Sie schrieb Opern, weltliche und kirchliche Kantaten, „petits“ und „grands motets“. Ihre Arbeit ist eine Mischung der französischen und italienischen Stilrichtungen der zweiten Hälfte des 17. Jahrhunderts. So nutzte sie die virtuosen Elemente des italienischen Stils ebenso wie die französischen Tanzformen. Ein großer Teil ihrer Werke ist für Sopranstimme mit Continuo-Begleitung geschrieben. Ihre Oper Ercole amante komponierte sie 1707 auf ein älteres Libretto von Francesco Buti. Am 26. Mai 2023 wurde dieses Werk in Stuttgart im Kultur- und Kongresszentrum Liederhalle durch das Ensemble Il Gusto Barocco wohl welt-uraufgeführt.